# Scholen (plaats)
Scholen is een gemeente in de Duitse deelstaat Nedersaksen. De gemeente maakt deel uit van de Samtgemeinde Schwaförden in het Landkreis Diepholz. Scholen telt 768 inwoners.
De gemeente bestaat uit de drie plaatsjes Scholen, Blockwinkel en Anstedt. Het zijn economisch weinig belangrijke boerendorpjes.
Door de gemeente loopt de Bundesstraße 61 Bassum - Minden.
Scholen bezit een laat-gotische dorpskerk, die gebouwd werd in de 15e-16e eeuw. In het interieur van deze kerk vallen de talrijke plafondschilderingen uit dezelfde periode op. De kerk is in gebruik bij de evangelisch-lutherse gemeente van het dorp.

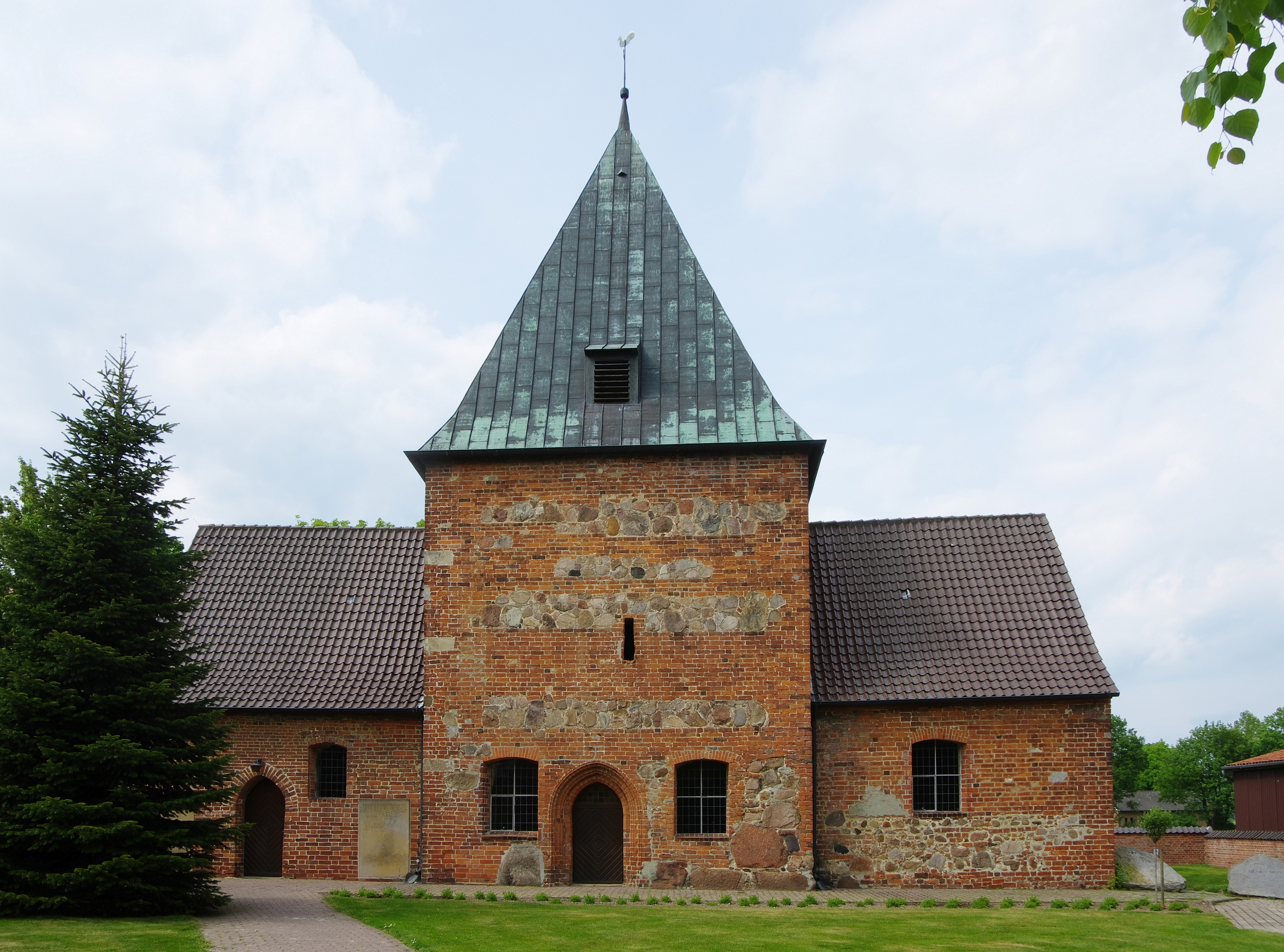
Kerk te Scholen, zuidgevel
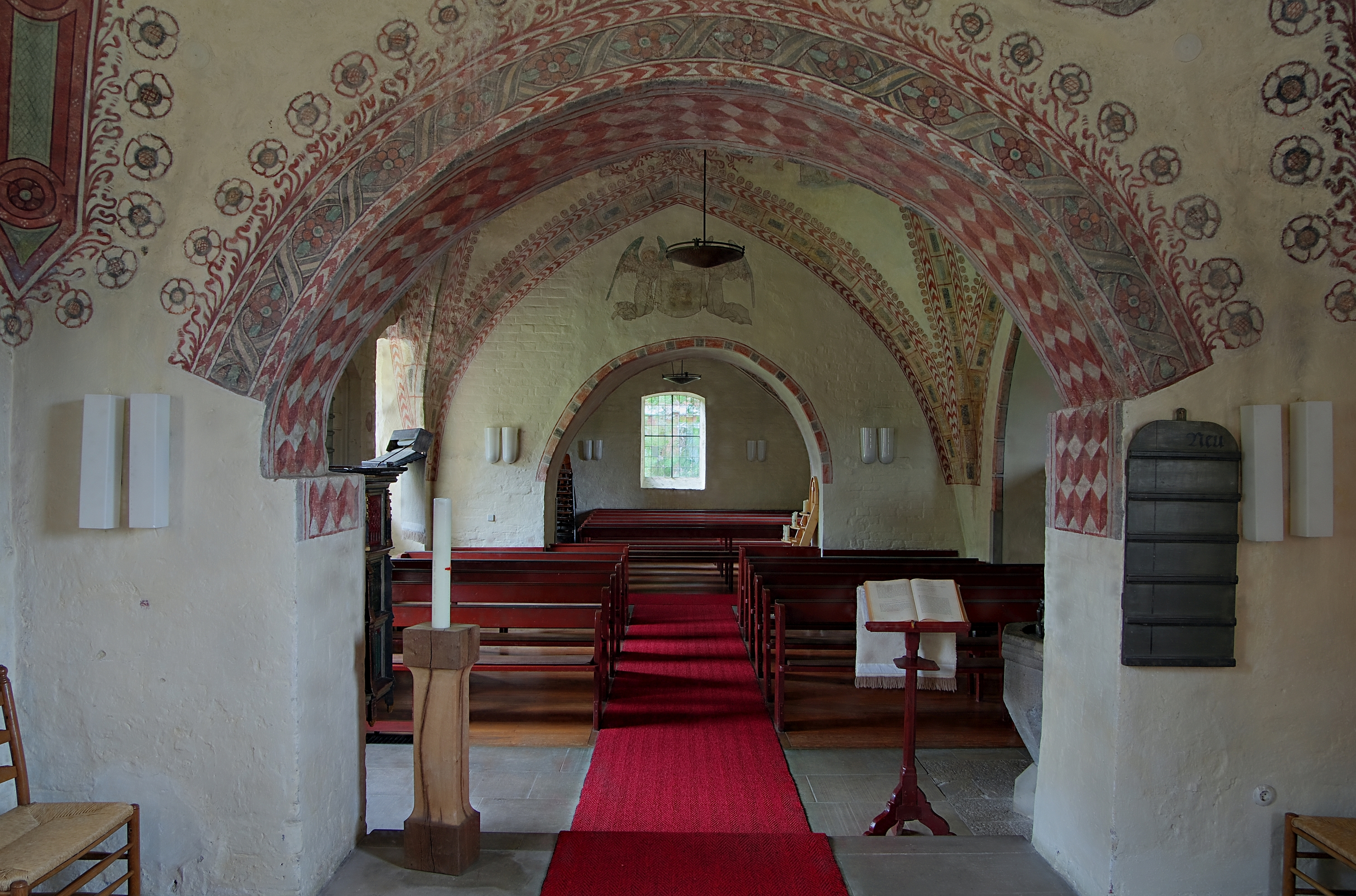
Interieur van deze kerk
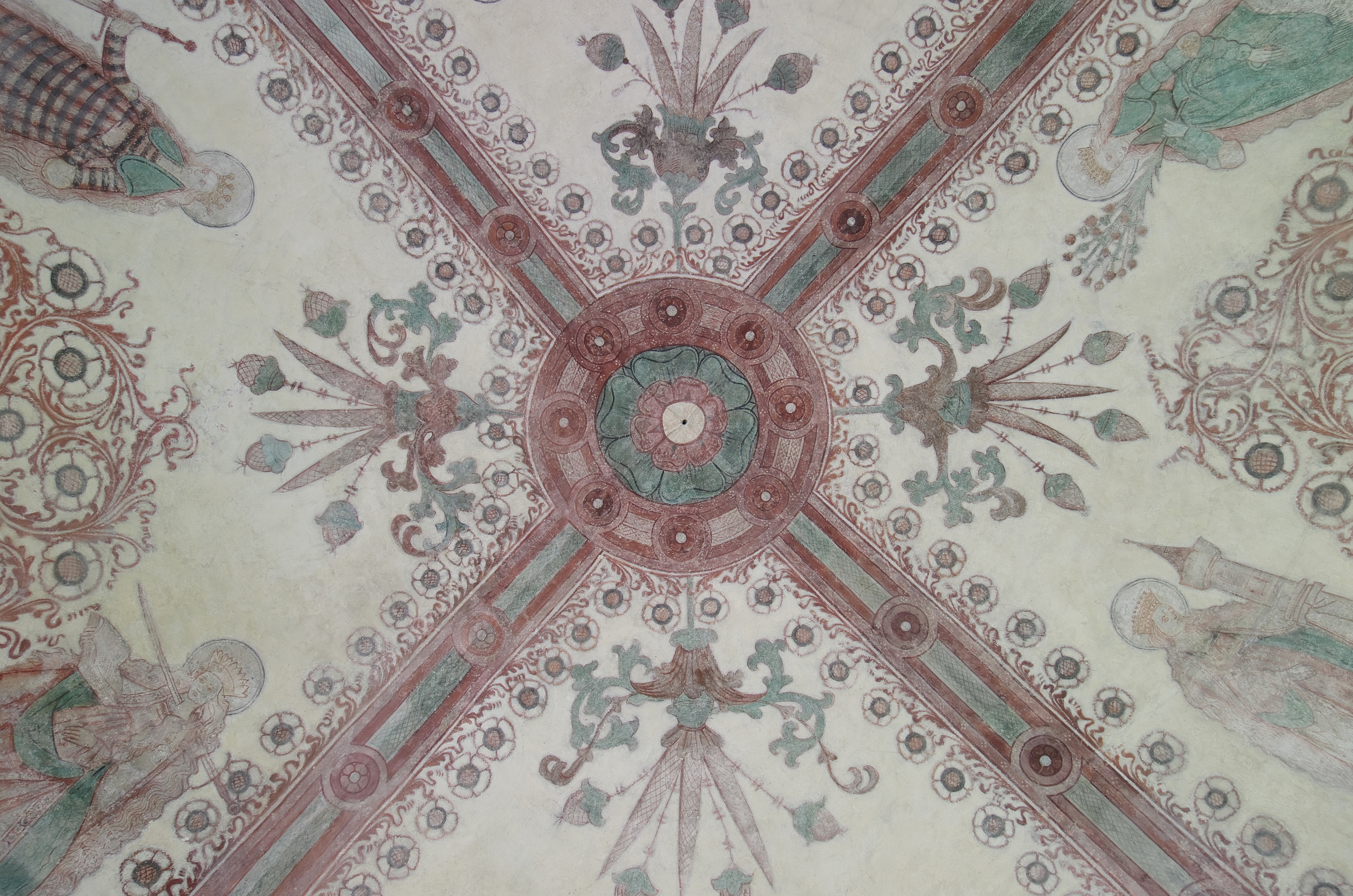
Plafondschildering in het koor van deze kerk

- Gemeinsame Normdatei: 2094416-0
- Virtual International Authority File: 314866677
- WorldCat: E39PBJwdjkK7CFJMtFCWXTqWjC